# Apple Lisa
Lisa — персональний комп'ютер, створений компанією Apple на початку 1980-х.
Lisa на початку 1980-х була в багатьох відношеннях передовіша (і значно дорожча) система, ніж Macintosh. Так, наприклад, в ній були реалізовані захищена пам'ять, кооперативна багатозадачність, в цілому складніша файлова система, вбудований зберігач екрану, передовий калькулятор з польським інверсним записом і режимом «віртуальної паперової стрічки» на екрані, підтримка до 2 Мбайт оперативної пам'яті, цифрова допоміжна клавіатура, системи захисту від порушення даних (як, наприклад, block sparing), нефізичні файлові імена (можливість мати кілька документів з одним і тим же ім'ям) і більш високу роздільну здатність дисплея. На Макінтошах все вищеперелічене реалізовано багато років потому. Захищений режим пам'яті, наприклад, з'явився лише в Mac OS X, перша версія якої вийшла в 2001. Макінтош оснащувався більш швидким процесором Motorola 68K з тактовою частотою 7.89 Мгц і мав вбудовану звукову підсистему. Операційна система Lisa та програми для неї сильно навантажували процесор Motorola 68K з тактовою частотою 5 МГц, що особливо відчувалося під час прокручування об'ємних документів.

## Історія
Проєкт розпочався у 1978 році і поступово розрісся до дуже амбітного завдання: створити потужний комп'ютер з інноваційним графічним інтерфейсом, придатний для бізнес-завдань,.
У 1982 від проєкту відколовся Стів Джобс, безпосередньо після цього створив робочу групу зі співробітників для роботи над іншим проєктом — «Макінтош». Всупереч поширеній думці, Маки, які вийшли в результаті, не були подальшим розвитком комп'ютерів Lisa, хоча і мали деяку схожість.
Lisa була представлена публіці в січні 1983 року.

## Lisa 1
Перша модель коштувала $ 9 995 і мала наступну комплектацію:
- Процесор Motorola 68000 (на частоті 5 МГц) без FPU;
- 16-бітна шина адреса/16-бітна шина даних (на частоті 5 МГц) з 3 пропрієтарними слотами розширення;
- Оперативна пам'ять: 512 або 1024 Кбайт;
- Постійна пам'ять: 16 Кбайт тестового та стартового коду;
- Вбудований монітор: чорно-білий, діагональ 12 дюймів, 720 x 364 прямокутних пікселів;
- 2 порти RS-232
- CVSD[що це?] аудіовихід (моно);
- 2 дисковода для гнучких дисків формату 5,25" (871 кБ, спеціальні дискети)
- Зовнішній HDD на 5 мБ;
- миша і клавіатура;
- Графічний інтерфейс користувача;
- Споживана потужність — 150 Вт;
- Габарити системного блоку 15.2" висота x 18.7" ширина x 13.8" глибина;
- Вага 48 lbs;
- Операційна система LisaOS / MacWorks

## Lisa 2
Комп'ютери Lisa 2, що з'явилися в січні 1984 року а, коштували від 3495 і до 5495 доларів, що значно дешевше оригінальної моделі. Накопичувачі на гнучких дисках Twiggy були замінені на один 3,5" дисковод Sony Microfloppy обсягом в 400 Кбайт. Було можливо придбати комп'ютер з оперативною пам'яттю 512 Кбайт або 2 Мбайт. Зовнішній і вбудований накопичувач Widget були доступні як стандартні рішення в інших конфігураціях. У 1984 році, в той же самий час, був офіційно представлений Macintosh, і Apple запропонувала вільний апгрейд до рівня Lisa 2 для всіх власників Lisa 1 шляхом заміни двох дисководів Twiggy на один 3,5 "дисковод, установки вінчестера об'ємом 10 Мбайт та заміни мікросхеми ROM. Крім того, для розміщення нового дисковода встановлювалася лицьова панель від Lisa 2 замість штатної.
Сторонніми фірмами були випущені плати розширення, але їх число було дуже мало.

## Особливості
Операційна система підтримувала багатозадачність і файл підкачки (віртуальну пам'ять) — на ті часи значне досягнення для мікроЕОМ. При цьому використання файлу підкачки призводило до сильного уповільнення роботи.
З комп'ютером поставлялося 7 програм: LisaWrite, LisaCalc, LisaDraw, LisaGraph, LisaProject, LisaList і LisaTerminal. Вважалося, що вони здатні виконати будь-яке завдання, яка може знадобитися пересічному користувачеві.
Програмування для Lisa було вкрай утруднено: потрібний другий такий же комп'ютер і дорога середовище розробки. Такий підхід підірвав довіру сторонніх розробників ПЗ. У більшості випадків програми, крім тих, які Apple порахувала достатніми, так і не були реалізовані для цього комп'ютера.
Комп'ютер погано продавався, бізнес-користувачам не подобалася висока ціна, і замість нього найчастіше закуповували комп'ютери IBM PC/XT, вже досить популярні на той час.
Найбільшим замовником на поставку Lisa стало американське космічне агентство NASA; у свою чергу, коли випуск Lisa припинився, агентству довелося замінити весь парк персоналок.
При своїй передовій ОС і зручному графічному інтерфейсі Lisa працювала досить повільно, a розвиток лінійки макінтош, яка також мала графічний інтерфейс, але коштувала дешевше, посилювало її положення, створюючи внутрішню конкуренцію.
Творці Lisa занадто багато надій покладали на програмну емуляцію пристроїв, що сильно уповільнювало роботу системи в цілому.
Було випущено всього 2 моделі, після чого в 1986 р. розвиток лінії Lisa було припинено.

## Історичне значення
Хоча в цілому серія Lisa вважається комерційно неуспішною, існує одна важлива роль, яку вона зіграла в процесі масової комп'ютеризації. При всіх своїх обмеженнях те, для чого вона була призначена, Lisa робила добре. Був період, коли в багатьох американських офісах працював хоча б один такий комп'ютер, на якому співробітники могли поперемінно готувати документи, що виглядають дуже гідно, набагато краще, ніж виходили на конкуруючих ПЕОМ.
Тим самим було підготовлено ґрунт для впровадження Маків, набагато більш комерційно успішної серії. Співробітники оцінили зручність графічного інтерфейсу, простоту управління мишею, якість виконання документів.

## Перший серйозний досвід локалізації
Незабаром після виходу на американський ринок Apple підготувала локалізовані версії: повний переклад інтерфейсу, довідкового керівництва, повідомлень програм BIOS, прикладних програм і клавіатурної розкладки. Локалізація на британському варіанті англійської, французькою, німецькою, італійською та іспанською мовами, незабаром на скандинавських, були виконані за допомогою співробітників представництв Apple в різних країнах. Така серйозна робота позначилася на результатах продажів: за час існування моделі в Європі було продано не менше комп'ютерів, ніж в США.
Тим самим Apple задала високий стандарт якості для майбутніх локалізацій програмного забезпечення взагалі, а також у міжнародній координації проєктів.

## Відео
- A LISA Filmed Demonstration from 1984 [Архівовано 25 квітня 2014 у Wayback Machine.] (англ.)
- Відео про завантаження Lisa 2 / 10 і роботі з документами (англ.)
- Відео демонстрація роботи з LisaDraw [Архівовано 15 жовтня 2014 у Wayback Machine.] (англ.)

### Англійською мовою
- Оригінальна керівництво користувача (увага: 67.9 MB PDF) [Архівовано 22 липня 2011 у Wayback Machine.]
- Архів ранніх публікацій для користувачів і розробників Ліза [Архівовано 22 липня 2014 у Wayback Machine.]
- Спадщина Apple Lisa [Архівовано 18 березня 2011 у Wayback Machine.], David T. Craig
- Apple Lisa FAQ [Архівовано 18 березня 2011 у Wayback Machine.]
- Apple Lisa [Архівовано 20 лютого 2011 у Wayback Machine.], Old Computer Museum
- Використання Lisa від Apple для реальної роботи [Архівовано 20 березня 2011 у Wayback Machine.], Ted Hodges, 2007.04.02
- Apple Lisa spotlight at GUIdebook [Архівовано 27 травня 2011 у Wayback Machine.]
- Народження Lisa [Архівовано 16 травня 2008 у Wayback Machine.]
- Lisa 2 / 5. Фото, короткі відомості [Архівовано 2 червня 2015 у Wayback Machine.]
- / Systems / Apple / Lisa Apple Lisa, каталог посилань Open Directory Project
- Apple's John Couch with the Lisa Project Team [Архівовано 24 листопада 2011 у Wayback Machine.] (Photo, 1981)
- www.lisa2.com [Архівовано 7 квітня 2022 у Wayback Machine.] — сайт розміщений на комп'ютерах Lisa 2
- LisaEm: Проект емулятора Lisa [Архівовано 18 березня 2011 у Wayback Machine.]

### Інтерфейс користувача (GUI) Lisa
- Графічний інтерфейс користувача Apple Lisa [Архівовано 19 квітня 2011 у Wayback Machine.], www.mprove.de (англ.)
- Рідкісні знімки екрану і відбитки Apple Lisa 1, прототип GUI ще без ікон [Архівовано 16 листопада 2007 у Wayback Machine.] (англ.)
- Той, хто не подбав про те, щоб народитися, вмирає: Наочна історія розвитку GUI Lisa / Macintosh (англ.)
- ~ jasonh/cs39i-seminar/p40-perkins.pdf Винахід GUI Lisa by Rod Perkins, Dan Keller and Frank Ludolph (1 MB PDF) (англ.)